# Eduardo da Silva
Eduardo Alves da Silva (ur. 25 lutego 1983 w Rio de Janeiro) – chorwacki piłkarz brazylijskiego pochodzenia, który występował na pozycji napastnika. Reprezentant Chorwacji, uczestnik Mistrzostw Europy 2012 i Mistrzostw Świata 2014.

## Życiorys
Da Silva urodził się w Rio de Janeiro. W młodzieńczych latach zapisał się do klubu CBF Nova Kennedy i tam grał do 15 roku życia. Wtedy to w 1998 roku przeniósł się do Zagrzebia i tam trafił do zespołu Dinamo Zagrzeb. Z czasem da Silva zaczynał grać coraz częściej w pierwszym zespole. W sezonie 2000/2001 wypożyczono go do Croatii Sesvete, a w 2002 roku był wypożyczony do drugoligowego wówczas Inter Zaprešić – ówczesny trener Dinama, Miroslav Blažević, nie widział dla niego miejsca w składzie. Dziesięć bramek w drugiej lidze pomogło Interowi w awansie do ekstraklasy. Da Silva powrócił do Dinama, kiedy trenerem został Nikola Jurčević.
W latach 2004 i 2006 został uznany za najlepszego piłkarza ligi. W sezonie 2005–2006 był także drugim najlepszym strzelcem ekstraklasy z 20 golami na koncie. Z Dinamem dwukrotnie, w latach 2003 i 2006, zdobył mistrzostwo, a w 2004 – Puchar kraju. W sezonie 2006/2007 da Silva zdobył aż 34 gole w 32 ligowych meczach, co jest rekordem chorwackiej ligi. Wywalczył też mistrzostwo Chorwacji z Dinamem.
Latem 2007 da Silva podpisał kontrakt z Arsenalem, w którym miał zastąpić w ataku Thierry'ego Henry.
W 2002 roku został powołany do młodzieżowej reprezentacji Chorwacji. W listopadzie 2004 meczem z Irlandią (3:0) zadebiutował w drużynie narodowej seniorów. Pierwszą bramkę zdobył w lutym 2006 podczas Pucharu Carlsberga w Hongkongu w meczu z tamtejszą reprezentacją (7:1). Był jednym z kandydatów z linii ataku do kadry na mistrzostwa świata w Niemczech, jednak selekcjoner Zlatko Kranjčar nie skorzystał z jego usług tłumacząc, że jest jeszcze "za młodym piłkarzem". Natomiast nowy selekcjoner Slaven Bilić widział w da Silvie podstawowego zawodnika reprezentacji i powołał go na swój debiutancki mecz, który został rozegrany 16 czerwca 2006 roku, a Chorwacja wygrała 2:0 z reprezentacją Włoch. Da Silva spisał się dobrze i zdobył jedną z bramek. Natomiast w wyjazdowym meczu eliminacyjnym do Euro 2008 z reprezentacją Izraela, wygranym 4:3, zdobył dla Chorwatów aż 3 bramki.
2 lipca 2007 roku Eduardo da Silva został zakupiony na 4 sezony do angielskiego klubu Arsenal F.C.
Dnia 23 lutego 2008 roku Eduardo da Silva w 3 minucie spotkania Arsenalu z Birmingham City został brutalnie sfaulowany przez Martina Taylora. Jak wykazały badania piłkarz doznał otwartego złamania stawu skokowego i zerwania w nim wszystkich więzadeł. Stopa piłkarza wygięta została w nienaturalnym kierunku pod kątem 90 stopni, zostały w niej zerwane naczynia krwionośne. Boisko opuścił po 8 minutach z założoną maską tlenową. Stwierdzono jednak, że złamanie nie jest tak poważne, jak wyglądało to na początku i piłkarz wróci na boisko być może po 9 miesiącach rekonwalescencji. Po 10 miesiącach ciężkiej rehabilitacji Eduardo wrócił na boisko w meczu rezerw 16 grudnia 2008 roku przeciwko drużynie Portsmouth.
Dnia 16 lutego 2009, Eduardo wrócił do drużyny Arsenalu strzelając 2 bramki w meczu FA Cup przeciwko Cardiff City.
Chorwacki piłkarz został zdyskwalifikowany na dwa spotkania Ligi Mistrzów. To efekt kary nałożonej przez UEFA za wymuszenie rzutu karnego w meczu 4. rundy kwalifikacyjnej (26 sierpnia 2009 r.) z Celtikiem Glasgow (3:1). Eduardo został uznany za winnego wymuszenia rzutu karnego. W 28. minucie interweniujący w polu karnym Celticu bramkarz Artur Boruc nie spowodował upadku napastnika "Kanonierów", ten jednak teatralnie upadł, a sędzia podyktował jedenastkę. Polski bramkarz ostro protestował, ale sędzia z Hiszpanii Manuel Mejuto González nie zmienił decyzji.
"Kanonierzy" odwołali się od kary dla chorwackiego napastnika – poskutkowało to anulowaniem kary. Eduardo odwdzięczył się za starania, strzelając zwycięskiego gola w meczu pierwszej kolejki Ligi Mistrzów ze Standardem Liège.
21 lipca 2010 roku oficjalna strona Szachtara Donieck potwierdziła zakup Eduardo da Silvy z Arsenalu. Zawodnik podpisał czteroletni kontrakt. W lipcu 2014 po wygaśnięciu kontraktu opuścił doniecki klub, a potem wyjechał do Brazylii, gdzie bronił barw C.R. Flamengo. W lipcu 2015 powrócił do Szachtara Donieck. Po wygaśnięciu kontraktu w grudniu 2016 opuścił Szachtar, natomiast 1 stycznia 2017 został zaprezentowany jako nowy zawodnik brazylijskiego Athletico Paranaense.  
4 stycznia 2018 roku podpisał roczny kontrakt z Legią Warszawa. 9 lutego 2018 roku zadebiutował w barwach warszawskiej Legii w wygranym 3:2 meczu 22 kolejki Ekstraklasy z Zagłębiem Lubin. Wszedł na boisko w 46 minucie meczu, zaliczył asystę przy drugim golu Jarosława Niezgody oraz wywalczył rzut karny w doliczonym czasie gry do drugiej połowy meczu. W sezonie 2017/2018 – który zakończył bez gola, z 10. meczami w lidze i 2. w Pucharze Polski – zdobył mistrzostwo i Puchar Polski.
19 sierpnia 2018 wystąpił w swoim jedynym meczu ligowym sezonu 2018/2019, przeciwko Zagłębiu Sosnowiec, wygranym 2:1. 13 września 2018 roku zawodnik został usunięty z listy zgłoszonych do rozgrywek Ekstraklasy, a 13 grudnia 2018 roku Legia poinformowała, że obowiązujący do końca roku kontrakt Eduardo nie zostanie przedłużony. Po odejściu z Legii, Eduardo zakończył karierę piłkarską. 

## Życie prywatne
10 grudnia 2005 roku Eduardo poślubił Andreę Šok. Para ma dwójkę dzieci - córkę Lorenę (ur. 2006) i syna Mateusa (ur. 2010), który gra w młodzieżowych zespołach Flamengo.

### Działalność charytatywna
Eduardo wspiera Sports Business Club, organizację mającą na celu ratowanie przed wyginięciem borykających się z problemami lokalnych klubów piłkarskich, takich jak Gillingham Town, które jako jedno z pierwszych otrzymało taką pomoc. O przedsięwzięciu Eduardo powiedział: „Wszyscy musimy się jednoczyć, aby pomóc. Nie potrafię wyrazić słowami, jak ważne jest, aby wszyscy wspierali sport”.

### Konflikt ze Zdravko Mamiciem
W 2009 roku Eduardo pozwał ówczesnego prezesa Dinama Zagrzeb, Zdravko Mamicia z powodu niekorzystnego kontraktu, zgodnie z którym Silva musiał płacić rodzinie Mamicia 50% wynagrodzenia przez całą swoją karierę. Mamić argumentował, że Eduardo podpisał kontrakt z własnej woli, jednakże sąd uznał argumenty naturalizowanego Chorwata - w momencie podpisywania kontraktu piłkarz z Brazylii miał 16 lat, nie znał języka chorwackiego ani chorwackiego prawa i fakt ten został przez prezesa Dinama wykorzystany. Silva wygrał sprawę w 2014 roku.

## Statystyki

### Klubowe
Stan na 7 kwietnia 2018
| Klub                   | Sezon              | Liga               | Liga  | Liga   | Puchar kraju | Puchar kraju | Kontynentalne | Kontynentalne | Inne  | Inne   | Suma  | Suma   |
| Klub                   | Sezon              | Liga               | Mecze | Bramki | Mecze        | Bramki       | Mecze         | Bramki        | Mecze | Bramki | Mecze | Bramki |
| ---------------------- | ------------------ | ------------------ | ----- | ------ | ------------ | ------------ | ------------- | ------------- | ----- | ------ | ----- | ------ |
| Dinamo Zagrzeb         | 2001/02            | 1. HNL             | 4     | 0      | 0            | 0            | –             | –             | –     | –      | 4     | 0      |
| Dinamo Zagrzeb         | 2003/04            | 1. HNL             | 24    | 9      | 7            | 3            | 6             | 1             | 1     | 1      | 38    | 14     |
| Dinamo Zagrzeb         | 2004/05            | 1. HNL             | 21    | 10     | 2            | 0            | 7             | 1             | 1     | 0      | 31    | 11     |
| Dinamo Zagrzeb         | 2005/06            | 1. HNL             | 28    | 20     | 1            | 1            | –             | –             | –     | –      | 29    | 21     |
| Dinamo Zagrzeb         | 2006/07            | 1. HNL             | 32    | 34     | 8            | 6            | 6             | 5             | 1     | 2      | 47    | 47     |
| Dinamo Zagrzeb         | Ogólnie            | Ogólnie            | 109   | 73     | 18           | 10           | 19            | 7             | 3     | 3      | 149   | 93     |
| Croatia Sesvete (wyp.) | 2001/02            | 2. HNL             | 5     | 2      | 0            | 0            | –             | –             | –     | –      | 5     | 2      |
| Croatia Sesvete (wyp.) | Ogólnie            | Ogólnie            | 5     | 2      | 0            | 0            | –             | –             | –     | –      | 5     | 2      |
| Inter Zaprešić (wyp.)  | 2002/03            | 2. HNL             | 15    | 10     | 0            | 0            | –             | –             | –     | –      | 15    | 10     |
| Inter Zaprešić (wyp.)  | Ogólnie            | Ogólnie            | 15    | 10     | 0            | 0            | –             | –             | –     | –      | 15    | 10     |
| Arsenal F.C.           | 2007/08            | Premier League     | 17    | 4      | 3            | 1            | 6             | 3             | 5     | 4      | 31    | 12     |
| Arsenal F.C.           | 2008/09            | Premier League     | 0     | 0      | 2            | 3            | 2             | 0             | 0     | 0      | 4     | 3      |
| Arsenal F.C.           | 2009/10            | Premier League     | 24    | 2      | 2            | 1            | 5             | 2             | 1     | 0      | 32    | 5      |
| Arsenal F.C.           | Ogólnie            | Ogólnie            | 41    | 6      | 7            | 5            | 13            | 5             | 6     | 4      | 67    | 20     |
| Szachtar Donieck       | 2010/11            | Premier-liha       | 22    | 6      | 3            | 2            | 8             | 4             | 0     | 0      | 32    | 12     |
| Szachtar Donieck       | 2011/12            | Premier-liha       | 16    | 5      | 1            | 2            | 5             | 0             | 0     | 0      | 22    | 7      |
| Szachtar Donieck       | 2012/13            | Premier-liha       | 20    | 4      | 4            | 0            | 3             | 0             | 1     | 0      | 28    | 4      |
| Szachtar Donieck       | 2013/14            | Premier-liha       | 23    | 9      | 5            | 4            | 2             | 0             | 0     | 0      | 30    | 13     |
| Szachtar Donieck       | Ogólnie            | Ogólnie            | 81    | 24     | 13           | 8            | 18            | 4             | 1     | 0      | 112   | 36     |
| CR Flamengo            | 2014               | Série A            | 18    | 8      | 6            | 1            | –             | –             | –     | –      | 24    | 9      |
| CR Flamengo            | 2015               | Série A            | 9     | 2      | 3            | 1            | –             | –             | 10    | 1      | 22    | 4      |
| CR Flamengo            | Ogólnie            | Ogólnie            | 27    | 10     | 9            | 2            | –             | –             | 10    | 1      | 46    | 13     |
| Szachtar Donieck       | 2015/16            | Premier-liha       | 19    | 12     | 7            | 2            | 15            | 4             | 0     | 0      | 41    | 18     |
| Szachtar Donieck       | 2016/17            | Premier-liha       | 10    | 2      | 1            | 0            | 7             | 1             | 1     | 0      | 19    | 3      |
| Szachtar Donieck       | Ogólnie            | Ogólnie            | 29    | 14     | 8            | 2            | 22            | 5             | 1     | 0      | 60    | 21     |
| CA Paranaense          | 2017               | Série A            | 6     | 0      | 0            | 0            | 3             | 0             | 0     | 0      | 9     | 0      |
| CA Paranaense          | Ogólnie            | Ogólnie            | 6     | 0      | 0            | 0            | 3             | 0             | 0     | 0      | 9     | 0      |
| Legia Warszawa         | 2017/18            | Ekstraklasa        | 8     | 0      | 0            | 0            | –             | –             | –     | –      | 8     | 0      |
| Ogólnie w karierze     | Ogólnie w karierze | Ogólnie w karierze | 321   | 139    | 55           | 27           | 75            | 21            | 21    | 8      | 472   | 195    |

### Reprezentacyjne
| Reprezentacja | Rok     | Mecze | Bramki |
| ------------- | ------- | ----- | ------ |
| Chorwacja     |         |       |        |
| 2004          | 1       | 0     |        |
| 2005          | 2       | 0     |        |
| 2006          | 7       | 6     |        |
| 2007          | 11      | 7     |        |
| 2008          | 1       | 0     |        |
| 2009          | 6       | 5     |        |
| 2010          | 7       | 0     |        |
| 2011          | 9       | 4     |        |
| 2012          | 9       | 4     |        |
| 2013          | 7       | 3     |        |
| 2014          | 4       | 0     |        |
| Ogólnie       | Ogólnie | 64    | 29     |

## Sukcesy
Dinamo Zagrzeb
- Mistrzostwo Chorwacji: 2005/06, 2006/07
- Puchar Chorwacji: 2003/04, 2006/07

Szachtar Donieck
- Mistrzostwo Ukrainy: 2010/11, 2011/12, 2012/13, 2013/14
- Puchar Ukrainy: 2010/11, 2011/12, 2012/13, 2015/16
- Superpuchar Ukrainy: 2012

Legia Warszawa
- Puchar Polski: 2017/2018
- Mistrzostwo Polski: 2017/2018

Indywidualne
- Król strzelców 1. HNL: 2006/07 (34 gole)
- Król strzelców Pucharu Chorwacji: 2006/07 (6 goli)
- Najlepszy piłkarz 1. HNL: 2003/04
- Piłkarz Roku w Chorwacji: 2006